# Ла-Гарен-Коломб
Ла-Гарен-Коломб — коммуна в северо-западном пригороде Парижа, Франция. Расположена в 9,6 км (6,0 миль) от Нотр-Дам-де-Пари, который является центром Парижа. Это один из самых густонаселенных муниципалитетов в Европе.

## Название
Этот город раньше был частью соседнего города Коломб. До 1910 года он назывался "La Garenne de Colombes", что означает "Колумбийский Гаренн". "Garenne" в переводе с французского означает "кроличий сад". Причина, по которой город так называют, заключается в том, что он действительно был местностью, в которой водилось много кроликов, на которых там охотились люди. Это восходит к французской королевской семье в XVIII веке.

## География

### Окрестности
Ла Гаренн-Коломб окружают четыре города: Коломб (на севере), Буа-Коломб (на востоке), Курбевуа (на юге) и Нантер (на западе). Город довольно маленький по сравнению с другими городами в О-де-Сене, по размеру его можно сравнить с первым округом Парижа. Неподалеку от Ла Гарен-Коломб находится город Дефанс.